# ADALINE

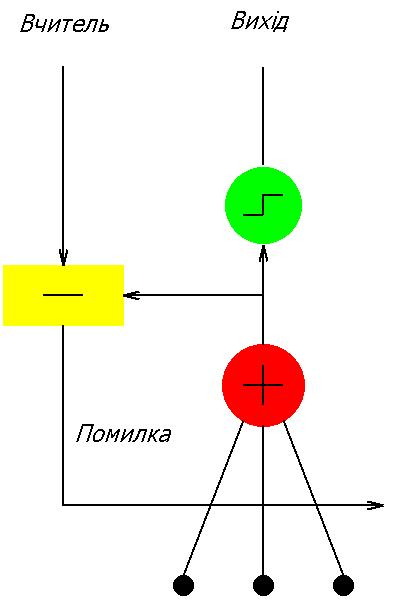
Навчання одного шару ADALINE

ADALINE (англ. Adaptive Linear Neuron або пізніше англ. Adaptive Linear Element) — адаптивний лінійний нейрон, або адаптивний лінійний елемент. ADALINE по суті є одношаровою нейронною мережею. Він був розроблений професором Бернардом Відроу і його студентом Тедом Гоффом у Стенфордському університеті у 1960 році. ADALINE базується на штучному нейроні МакКаллока-Пітса.
Різниця між Адалін і стандартним нейроном МакКаллоха-Пітса полягає в тому, що у фазі навчання ваги Адалін встановлюються відповідно до вагової суми входів (сигнали сітки). В стандартному перцептроні протягом фази навчання сигнали сітки надходять до передавальної функції і її вихід використовується для встановлення ваг.
Багатошарова мережа ADALINE називається Madaline.

## Визначення
ADALINE — це одношарова нейросітка з численними вузлами, кожен з яких має багато входів і генерує вихідний сигнал.
Позначимо такі змінні:
- {\displaystyle x} — вхідний вектор
- {\displaystyle w} — ваговий вектор
- {\displaystyle n} — число входів
- {\displaystyle \theta } — деяка константа
- {\displaystyle y} — вихід

Вихід визначається наступною формулою: {\displaystyle y=\sum _{j=1}^{n}x_{j}w_{j}+\theta }. Припустимо, що
- {\displaystyle x_{n+1}=1}
- {\displaystyle w_{n+1}=\theta }

Тоді вихід спрощується до скалярного добутку x і w: {\displaystyle y=\sum _{j=0}^{n}x_{j}w_{j}}.

## Алгоритм навчання
Припустимо:
- {\displaystyle \eta } швидкість навчання (деяка константа)
- {\displaystyle d} бажаний вихід
- {\displaystyle o} поточний вихід

тоді ваги встановлюються таким чином: {\displaystyle w\leftarrow w+\eta (d-o)x}. ADALINE сходиться до похибки найменших квадратів: {\displaystyle E=(d-o)^{2}}.
Це правило оновлення насправді є стохастичним градієнтним спуском для лінійної регресії.